# 岡山大學醫院

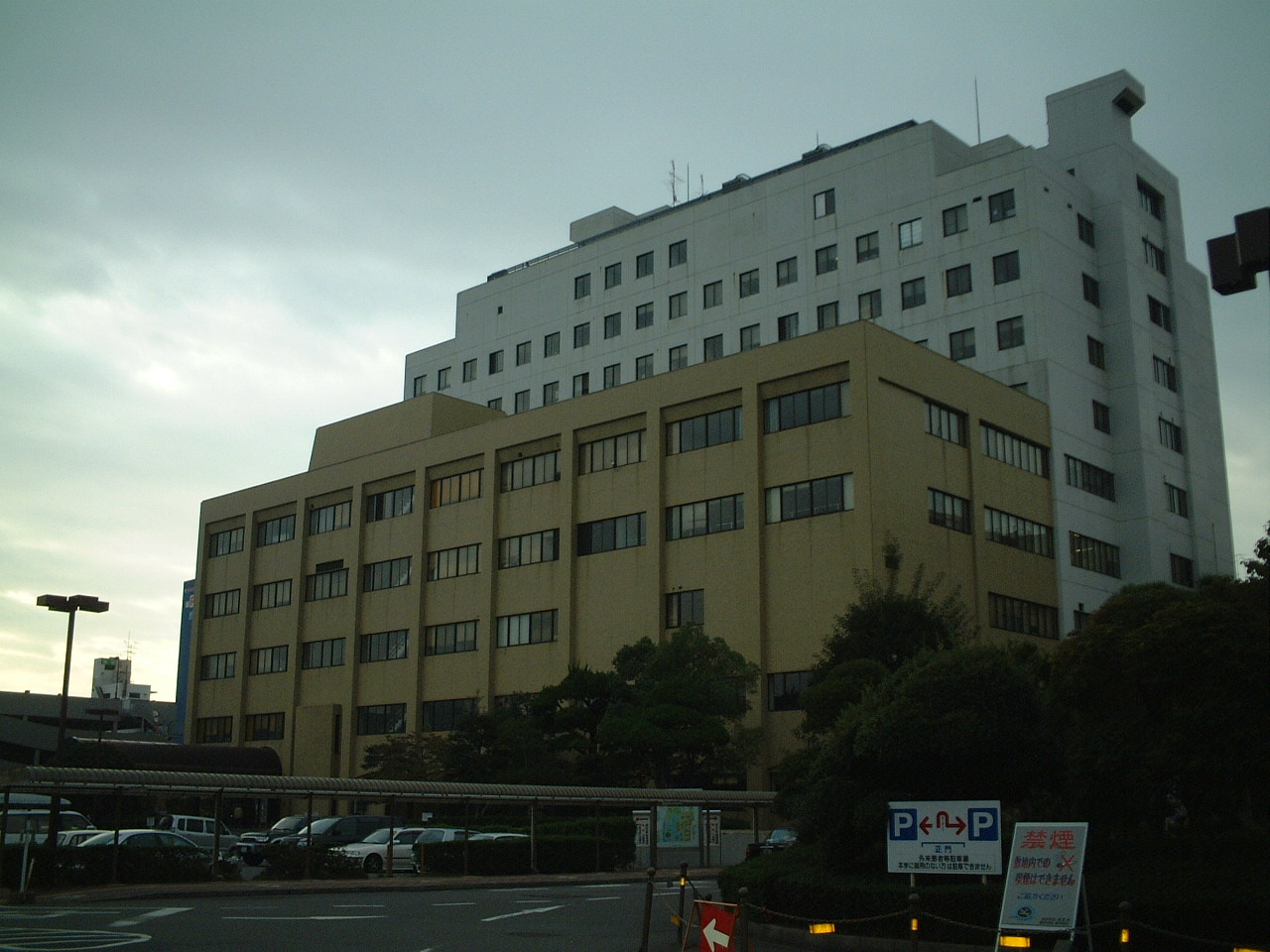
岡山大學醫院門診棟與齒學部棟（2005年10月）

岡山大學醫院（日语：／）是日本岡山縣岡山市北區的國立大學法人岡山大學附屬教學醫院。
位於岡山市中心，與倉敷市的川崎醫科大學附屬醫院同為岡山縣的地域醫療中心。過去曾在鳥取縣東伯郡三朝町設有分院岡山大學醫院三朝醫療中心。
作為在國際標準臨床研究等方面發揮核心作用的國內核心醫院，厚生勞動省將本院列為「臨床研究中核醫院」。

## 沿革
1870年（明治3年）6月「岡山藩醫學館大醫院」開設以來，經歷多次組織擴增、整合，2003年（平成15年）10月1日醫學部附屬醫院與齒學部附屬醫院合併為「岡山大學醫學部·齒學部附屬醫院」。2007年（平成19年）1月1日修改醫療法名稱為「岡山大學醫院」。

### 年表
- 1870年（明治3年）：6月，岡山市門田開設「岡山藩醫學館大醫院」。
- 1871年（明治4年）：6月，岡山市中之町開設「岡山藩醫學館小醫院」。
- 1872年（明治5年）
  - 1月，更名為「岡山藩醫學所大醫院」「岡山藩醫學所小醫院」。
  - 7月，岡山藩醫學所大醫院與岡山藩醫學所小醫院合併移入岡山市中之町，更名為「岡山藩醫學所」。
- 1873年（明治6年）：11月，更名為「岡山縣醫院」。
- 1891年（明治24年）：7月，移入岡山市內山下的第三高等中學校醫學部用地。
- 1921年（大正10年）
  - 3月，移至岡山市鹿田町現址。
  - 4月，移交文部省管轄，更名為「岡山醫學專門學校附屬醫院」。
- 1922年（大正11年）：4月，配合岡山醫科大學設立，更名為「岡山醫科大學附屬醫院」。
- 1939年（昭和14年）：7月28日，於鳥取縣三朝村の三朝溫泉開設「岡山醫科大學三朝溫泉療養所」。
- 1949年（昭和24年）：5月，岡山醫科大學、第六高等學校、岡山師範學校、岡山青年師範學校、岡山農業專門學校等合併成立岡山大學，更名為「岡山大學醫學部附屬醫院」。設立「三朝分院[注 1]」「本島分院」「金光分院」。
- 1957年（昭和32年）：4月，「金光分院」廢止。
- 1982年（昭和57年）：4月，開設「岡山大学齒學部附屬醫院」。
- 2000年（平成12年）：3月，「本島分院」廢止[7]。
- 2002年（平成14年）：4月1日，三朝分院更名為「岡山大學醫學部附屬醫院三朝醫療中心」。
- 2003年（平成15年）：10月1日，醫學部附屬醫院與齒學部附屬醫院合併，改稱「岡山大學醫學部·齒學部附屬醫院」「岡山大學醫學部·齒學部附屬醫院三朝醫療中心」。
- 2007年（平成19年）：1月1日，修改醫療法名稱為「岡山大學醫院」「岡山大學醫院三朝醫療中心」。
- 2013年（平成25年）
  - 4月20日，綜合診療棟竣工[8]。
  - 12月1日，新設小兒放射線科[9]。
- 2016年（平成28年）：2月6日，「岡山大學醫院三朝醫療中心」廢止。

## 診療科
- 醫科系
  - 綜合診療內科
  - 消化內科
  - 血液·腫瘤內科
  - 呼吸內科
  - 腎臟·糖尿病·內分泌內科
  - 風濕·膠原病·過敏科
  - 心臟內科
  - 神經內科
  - 感染症內科
  - 消化道外科
  - 肝·膽·胰外科
  - 小兒外科
  - 呼吸外科
  - 一般外科
  - 乳腺·內分泌外科
  - 泌尿科
  - 心臟血管外科
  - 骨科
  - 整形外科
  - 皮膚科
  - 眼科
  - 耳鼻喉科
  - 精神科·神經科
  - 腦神經外科
  - 麻醉科蘇生科
  - 小兒科
  - 小兒神經科
  - 小兒放射線科
  - 產科婦科
  - 放射線科
- 牙科系
  - 綜合診斷室（預診室）
  - 一般牙科診療室（各診療科前後診療）
  - 預防牙科
  - 蛀牙科
  - 牙周科
  - 補綴科（咬合·義齒、牙冠牙橋）
  - 矯正科
  - 小兒牙科·成長期牙科
  - 口腔外科（再建系、病態系）
  - 牙科放射線科
  - 牙科麻醉科
  - 第一綜合診療室（身心障礙者〈兒〉牙科治療室）
  - 第二綜合診療室（感染症患者牙科治療室）
  - 第三綜合診療室（全身性疾病患者牙科治療室）
  - 專門外診
    - 口腔植牙專門外診
    - 顳顎關節症候群·口顏疼痛專門外診
    - 美容牙科專門外診
    - 特殊義齒專門外診

## 醫療機關指定、認定
（下表資料來源）
| 保險醫療機關                         | 醫療保護設施                         |
| 勞災保險指定醫療機關                 | 原子彈被爆者醫療指定醫療機關         |
| 指定自立支援醫療機關（更生醫療）     | 原子彈被爆者一般疾病醫療處理醫療機關 |
| 指定自立支援醫療機關（育成醫療）     | 第一種感染症指定醫療機關             |
| 指定自立支援醫療機關（精神通院醫療） | 公害醫療機關                         |
| 身體障害者福祉法指定醫師配置醫療機關 | 母體保護法指定醫師配置醫療機關       |
| 精神保健指定醫師配置醫療機關         | 特定機能醫院                         |
| 生活保護法指定醫療機關               | 臨床研究中核醫院                     |
| 結核指定醫療機關                     | 災害據點醫院                         |
| 指定養育醫療機關                     | 高度救命救急中心                     |
| 指定小兒慢性特定疾病醫療機關         | 臨床研修醫院                         |
| 難病患者醫療法指定醫療機關           | 臨床修練病院等（外國医師等）         |
| 癌症診療連攜據點醫院                 | 愛滋病治療據點醫院                   |
| 肝疾患診療連携拠点病院               | 特定疾患治療研究事業委託醫療機關     |
| DPC對象醫院                          | 地域周產期母子醫療中心               |
| 不孕專門相談中心                     |                                      |

## 先進醫療
- MRI及超音波檢查影像融合之前列腺切片檢查[11]
- 培美曲塞（Pemetrexed）靜脈給藥及順鉑靜脈給藥併用療法－肺癌（扁平上皮肺癌及小細胞肺癌除外，僅限從病理學判斷完全切除之患者。）[11]
- 經皮乳癌射頻燒灼術－早期乳癌（僅限於腫瘤1.5公分以下。）[11]
- 帝盟多用量強化療法用量強化療法－膠質母細胞瘤（僅限於初次發作初次治療後復發或惡化的患者 。）[11]
- 氫氣吸入療法－心跳停止後症候群（僅限於院外心跳停止後在院外或急診科自行恢復心跳，及心因性心跳停止。）[11]
- 腎血管平滑肌脂肪瘤的腎腫瘤凝固、燒灼術（僅限冷凍凝固。）－腎血管平滑肌脂肪瘤（僅限結節性硬化症。）[11]
- 內視鏡的局部酒精注射療法－胰臟神經內分泌腫瘤（僅限腫瘤1.5公分以下。）[11]
- 多基因套組檢查－進行復發型實體癌（僅限於無治療法或原治療法已結束、即將結束。）[11]

## 交通方式
- 岡山站東口巴士總站「6號乘車處」搭乘岡電巴士「2H」系統至「大學醫院」巴士站下車
- 岡山站東口巴士總站搭乘岡電巴士「12」、「22」、「52」、「92」系統至「大學醫院入口」巴士站下車
- 岡山站搭乘計程車約5〜10分
- 岡山站前搭乘往「清輝橋」路面電車12分至「清輝橋」下車後往西步行5〜10分

## 接受臨床實習學校
- 醫科系
- 牙科系
  - 吉備國際大學短期大學部
  - 朝日高等齒科衛生專門學校（日语：朝日高等歯科衛生専門学校）

## 事件
- 1972年：放射線治療室的構造與鈷針處理不佳，同年6月24日科學技術廳與厚生省以涉嫌違反醫療法介入調査[12]。
- 2020年9月25日：本院男性實習醫師（30代）毆打其他醫院實習醫師，造成對方眼眶底骨折。當時醫院因嚴重特殊傳染性肺炎疫情禁止夜間聚餐，因此11人遭到厳重警告。2021年1月13日，大學宣布該實習醫師停職20日處分[13][14]。

### 備註
1. ↑  放射能泉研究所診療部門獨立。

### 資料來源
1. ↑   (PDF). 厚生勞動省. 2020-12-01  [2021-06-19]. （原始内容 (PDF)存档于2020-05-10）.
2. ↑  . 岡山大學醫院.   [2021-06-20]. （原始内容存档于2021-06-24）.
3. ↑  . 日本醫療機能評價機構.   [2021-06-20]. （原始内容存档于2021-06-24）.
4. ↑   (PDF). 厚生勞動省. 2021-05-01  [2021-06-19]. （原始内容 (PDF)存档于2021-08-30）.
5. 1 2   (PDF). 岡山大學醫院.   [2021-06-20]. （原始内容存档 (PDF)于2021-06-24）.
6. ↑  .   [2021-06-20]. （原始内容存档于2021-06-12）.
7. ↑  . 岡山大學.   [2013-04-28]. （原始内容存档于2021-06-24）.
8. ↑  . 山陽新聞 「岡山医療ガイド」 (山陽新聞社). 2013-04-21  [2013-04-28]. （原始内容存档于2013-04-25）.
9. ↑  . 山陽新聞. 2013-12-02  [2013-12-02]. （原始内容存档于2013-12-03）.
10. ↑  . 岡山県.   [2020年8月6日]. （原始内容存档于2021年4月10日）.
11. 1 2 3 4 5 6 7 8  . 先進医療の概要について. 厚生勞動省. 2016-05-01  [2016-06-20]. （原始内容存档于2021-02-26）.
12. ↑  「放射能を照射中の患者 病院内で野放し コバルト針 看護婦素手で処理」『朝日新聞』昭和47年（1972年）6月25日朝刊、13版、3面
13. ↑  . 時事通信 2021年01月14日17時41分.   [2021年1月18日]. （原始内容存档于2021年1月18日）.
14. ↑  . 山陽新聞 2021/1/14(木) 20:05.   [2021年1月18日]. （原始内容存档于2021年1月22日）.

## 外部連結
- 岡山大學醫院 （页面存档备份，存于）